# Daniel José
Daniel José da Silva Oliveira (Bragança Paulista, 14 de fevereiro de 1988) é um economista e político brasileiro, filiado ao Podemos (PODE). Nas eleições de 2018, foi eleito deputado estadual de São Paulo com 183.480 votos, sendo o 6º mais votado do estado.

## Biografia
Nascido em Bragança Paulista no interior de São Paulo, Daniel é o filho mais novo de 11 irmãos de uma família pobre. Com uma bolsa de estudos da Fundação Estudar, formou-se economista pelo Insper e mestre em Relações Internacionais pela Universidade de Yale, nos Estados Unidos.
Também criou a rede Renova Brasil. Em sua primeira eleição concorreu ao cargo de deputado estadual pelo Partido Novo (NOVO), obtendo 183.480 votos em 582 dos 645 municípios, sendo o 6º mais votado do estado de São Paulo.
Em seu mandato, atuou como membro do Conselho Consultivo da Universidade de São Paulo, representando o Poder Legislativo.
Foi selecionado em 2019 pela Forbes Under 30 na lista de 90 destaques brasileiros que fazem a diferença no Brasil.
Em 2022, anunciou sua filiação ao Podemos (PODE) e candidatura a deputado federal.

## Atuação na Assembleia Legislativa de São Paulo
Daniel iniciou seu mandato em janeiro de 2019 e, no mesmo mês, protocolou pedido para a criação da Frente Parlamentar pela Educação, da qual se tornou coordenador. Foi membro das CPI Gestão das Universidades Públicas  e Transporte Escolar , a qual propõe investigar irregularidades na prestação de serviços de transporte escolar, no âmbito do Estado de São Paulo, e vice-presidente da Comissão de Educação e Cultura.
Daniel é autor do Projeto de Lei 855/2019, de 06/08/2019, que cria o Índice de Qualidade da Educação Municipal e altera a lei que dispõe sobre o Imposto de Circulação de Mercadorias; do Projeto de Lei nº 77/2021, que institui o Plano de Expansão do Ensino Integral em Tempo Integral na rede pública estadual; e do Projeto de Lei Complementar 45/2019, de 14/05/2019, que altera a qualificação de entidades como organizações sociais.

## Desempenho eleitoral
| Ano  | Eleição                 | Partido | Candidato a       | Votos           | Resultado             |
| ---- | ----------------------- | ------- | ----------------- | --------------- | --------------------- |
| 2018 | Estaduais em São Paulo  | NOVO    | Deputado estadual | 183.480 (0,88%) | Eleito                |
| 2022 | Estaduais em São Paulo  | PODE    | Deputado federal  | 38.090 (0,16%)  | Não eleito (suplente) |
| 2024 | Municipais em São Paulo | PODE    | Vereador          | 12.348 (0,21%)  | Não eleito            |